# Carlos Alberto Peña
Carlos Alberto Peña (29 de març de 1990) és un futbolista mexicà.

## Selecció de Mèxic
Va formar part de l'equip mexicà a la Copa del Món de 2014.